# Bouillac, Aveyron
Bouillac är en kommun i departementet Aveyron i regionen Occitanien i södra Frankrike. Kommunen ligger  i kantonen Capdenac-Gare som ligger i arrondissementet Villefranche-de-Rouergue. År 2022 hade Bouillac 368 invånare.

## Befolkningsutveckling
Antalet invånare i kommunen Bouillac
Referens: INSEE